# قرار مجلس الأمن التابع للأمم المتحدة رقم 504
قرار مجلس الأمن التابع للأمم المتحدة رقم 504، المعتمد في 30 نيسان / أبريل 1982، بعد تلقيه احتجاجات من منظمة الوحدة الأفريقية وتشاد، يشير إلى التعاون بين الأمم المتحدة ومنظمة الوحدة الأفريقية، أحاط المجلس علما بقرار منظمة الوحدة الأفريقية بإنشاء قوة حفظ سلام القوة في تشاد بسبب الحرب الأهلية هناك.
واستمر القرار بالطلب من الأمين العام اتخاذ التدابير اللازمة لدعم البعثة، بما في ذلك التمويل.
ولم تقدم تفاصيل التصويت، باستثناء أنه تم اعتماده «بتوافق الآراء».